# Nicolas Nabokov
Nicolas Nabokov   (Liubča, 17 d'abril de 1903 - Nova York, 6 d'abril de 1978) va ser un compositor, escriptor i personatge cultural nascut a Rússia. Es va convertir en ciutadà dels Estats Units el 1939.

## Biografia
Nicolas Nabokov, era cosí germà de Vladimir Nabokov i del baró Eduard von Falz-Fein, va néixer en una família de nobles terratinents russos, prop de Minsk, i va ser educat per tutors particulars. El 1918, després que la seva família va fugir de la revolució bolxevic a Crimea, va començar la seva educació musical amb Vladimir Rebikov. Després de viure breument a Alemanya es va establir a París el 1923, on va estudiar a la Sorbona.
Nabokov es va casar cinc vegades. La seva primera esposa va ser la princesa russa Nathalie Shakhovskaya (1903–1988). El seu darrer (1970–1978) va ser la fotògrafa francesa Dominique Nabokov.
Va tenir tres fills: el reconegut editor francès Ivan Nabokov, Alexander Nabokov i l'antropòleg Peter Nabokov. Entre els seus amics més propers hi havia el filòsof i també emigrat Isaiah Berlin i el compositor Stravinski.

## Carrera
Després dels 10 anys passats a París 1923–1932, el 1933 es va traslladar als Estats Units com a professor de música per a la Fundació Barnes. Va ensenyar música al "Wells College" de Nova York del 1936 al 1941, després es va traslladar al "St. John's College" de Maryland. El 1945, va treballar per a l'Enquesta de bombardeig estratègic dels EUA a Alemanya, a proposta de W. H. Auden, i es va quedar per treballar com a assessor cultural civil a l'Alemanya ocupada. De tornada als Estats Units, va ensenyar a l'Institut Peabody des de la tardor de 1944 fins a la primavera de 1945, després, entre 1950 i 1951, va exercir de director musical a l'Acadèmia Americana de Roma.
El 1949, Nabokov va assistir a una conferència de premsa a Nova York del compositor soviètic visitant Dmitri Xostakóvitx i el va humiliar públicament demostrant que no era una persona lliure i que havia de representar les posicions del govern de Stalin, preguntant-li si aprovava la censura soviètica sobre Stravinski, música, a la qual Xostakovitx no va tenir més remei que respondre que sí. El 1951, Nabokov es va convertir en secretari general del recentment constituït Congrés per a la Llibertat Cultural (CCF), amb el suport de la CIA, i va romandre en el càrrec durant més de quinze anys, organitzant festivals musicals i culturals. Amb la dissolució efectiva del CCF el 1967, Nabokov va trobar una sèrie de llocs de treball docent a les universitats nord-americanes i el 1970 es va convertir en compositor resident a l'Institut d'Estudis Humanístics d'Aspen, on va romandre fins al 1973. Tot i que estava ben connectat socialment, molt poca de la seva música s'ha gravat fins al novembre de 2010.

## Obres, edicions i enregistraments
- La primera obra musical important de Nabokov va ser l'Oda del ballet-oratori, per als Ballets Russes de Serge Diaghilev, el 1928, seguida de la seva Simfonia lírica el 1931. L'oda va ser sobre versos de Mikhail Lomonosov "Вечернее размыешолев змыетолев Вечернее размыетолев змыетолев Вечернее -Oratori París 1928 .[6]
- ballet Union Pacific [rus], compost el 1934 per al Ballet Russe de Monte-Carlo, coreografia de Léonide Massine, llibret d'Archibald MacLeish, es va estrenar a Filadèlfia i més tard a Nova York amb un gran èxit, la seva obra més coneguda als EUA.
- òpera Rasputin's End (libret de Stephen Spender) el 1958.
- ballet sobre el Quixot l'any 1966.
- L'òpera Love's Labour's Lost (libret de W. H. Auden i Chester Kallman) va ser composta el 1971 i representada el 1973.